# 氾勝之書
《氾勝之書》，西漢晚期一部農學著作，共2卷18篇，作者氾勝之，山東曹縣人，漢成帝時擔任議郎，於都城長安附近（今陝西關中平原地區）教民耕種，獲得豐收，後升任為御史，多年的農業經驗遂編訂成書。该書記載的作物栽培技術，反映了西漢時期所達到的較高水平，同時也開創了中國農書中作物各論的先例。
《漢書·藝文誌》收錄「《氾勝之》十八篇」，《隋書‧經籍誌》始稱為《氾勝之書》，原書約在北宋初期散失，北魏贾思勰的《齐民要术》多引其典故，石声汉亦著有《氾胜之书今释》；故現存編章主要得以這幾本古書，約有3500字。
《氾勝之書》是中國第一部由個人獨立撰寫的最早農書，也是世界上最早的農學著作。總結中國北方旱作農業技術，對傳統農學產生深遠影響。該書的所記載的一些農業技術，也為後來的農學所繼承和發展。該書列舉作物的具體栽種方法，奠定中國傳統農學作物栽培總論和各論的基礎，而且寫作體例也成為中國傳統農學的重要範本。

## 內容
該書講及當時的耕作的基本原則、播種日期、種子處理、個別作物的栽培、收穫、留種和貯藏技術、區種法等。就現存文字來看，對禾、黍、麥、稻、稗、大豆、小豆、枲、麻、 瓜、瓠、芋、桑等十三種有較詳細論述。書中提到的溲種法、耕田法、種麥法、種瓜法、種瓠法、穗選法、調節稻田水溫法、桑苗截乾法等，其中在耕田總原則中，針對關中地區春旱多風的情況，首次提出「凡耕之本，在於趣時，和土、務糞澤、早鋤早獲」，這是直至今天仍然延用的耕作原則。　
該書還有中國最早的選種法記載：「取農種，候熟可穫，擇穗大強者，斬束立場中高燥處，曝使極燥。無令有白魚，有輒揚治之」；「取禾種，擇大者，斬一節下，把懸高燥處，苗則不敗」，另外該書出現「小麥」一詞。
早期的滴灌系统出現在公元前的中國氾勝之書。

## 影響
氾勝之的農學成就在漢代已經有廣泛的影響。東漢末年學者鄭玄注《周禮》和《禮記》，曾經引用「氾勝之術」和《氾勝之書》。氾勝之對於農學的貢獻，是當時農業發展水準的代表，唐朝學者賈公彥《周禮疏》所說：「漢時農書有數家，《氾勝》為上。」

## 註腳
1. 1 2 3 4  龔書鐸. . . 2009: 165.
2. ↑  胡世慶. . . 2009: 706-732.
3. ↑  s:氾勝之書 以三斗瓦甕埋著科中央，令甕口上與地平。盛水甕中，令滿。
4. ↑  王子今. . . 2009: 344-345.